# ジャングル (芸能事務所)
有限会社ジャングルは、東京都港区に本社を置く日本の芸能事務所・モデル事務所である。

## 概要
1998年3月にモデルエージェンシーとして設立。ファッションを中心にCM、広告、雑誌、ショーなどの分野で活動するモデルが所属。2006年からはテレビ、映画など芸能方面の仕事にも力を入れるようになり、現在はモデル事務所の基盤を保ちつつ、俳優、アーティストなど幅広い人材を擁する。更に広告などのキャスティング業も精力的に行っている。

## 所属タレント

### 俳優
女性
- 空美
- 太宰美緒
- 桃生亜希子
- 瑞生桜子
- 夏海
- 宇野愛海

男性
- 大塚ヒロタ
- 齊藤友暁
- 長友郁真
- 肥田日向
- 本多遼
- 野二紀人
- 村上雄飛
- 瀬良俊

### モデル
女性
- 塩田倫
- 太宰美緒
- 花衣
- 大塚貴子
- 加藤由佳
- 空美
- 中程カンナ
- 金澤ちゆき
- sono
- 笹川暢子（業務提携）

男性
- 村上雄飛
- 野二紀人
- 瀬良俊

## 業務提携タレント
- 吉田カルロス
- 傳田うに
- 稲川悟史
- 桃生亜希子
- 笹川暢子

## 過去の主な所属タレント
- 石橋けい
- 坂井真紀
- 井浦新
- 比嘉愛未
- 野本かりあ
- 大場純子
- 安波
- 坂田かよ
- 小山ジャネット愛子
- 東加奈子
- 札内幸太
- エリック・ボシック
- Merii
- 柳英里紗
- 小谷実由
- 井端珠里
- 湯沢薫
- 永井響
- 円井わん